# Liocrobyla desmodiella
Liocrobyla desmodiella är en fjärilsart som beskrevs av Hiroshi Kuroko 1982. Liocrobyla desmodiella ingår i släktet Liocrobyla och familjen styltmalar. Inga underarter finns listade i Catalogue of Life.